# Ротоватор

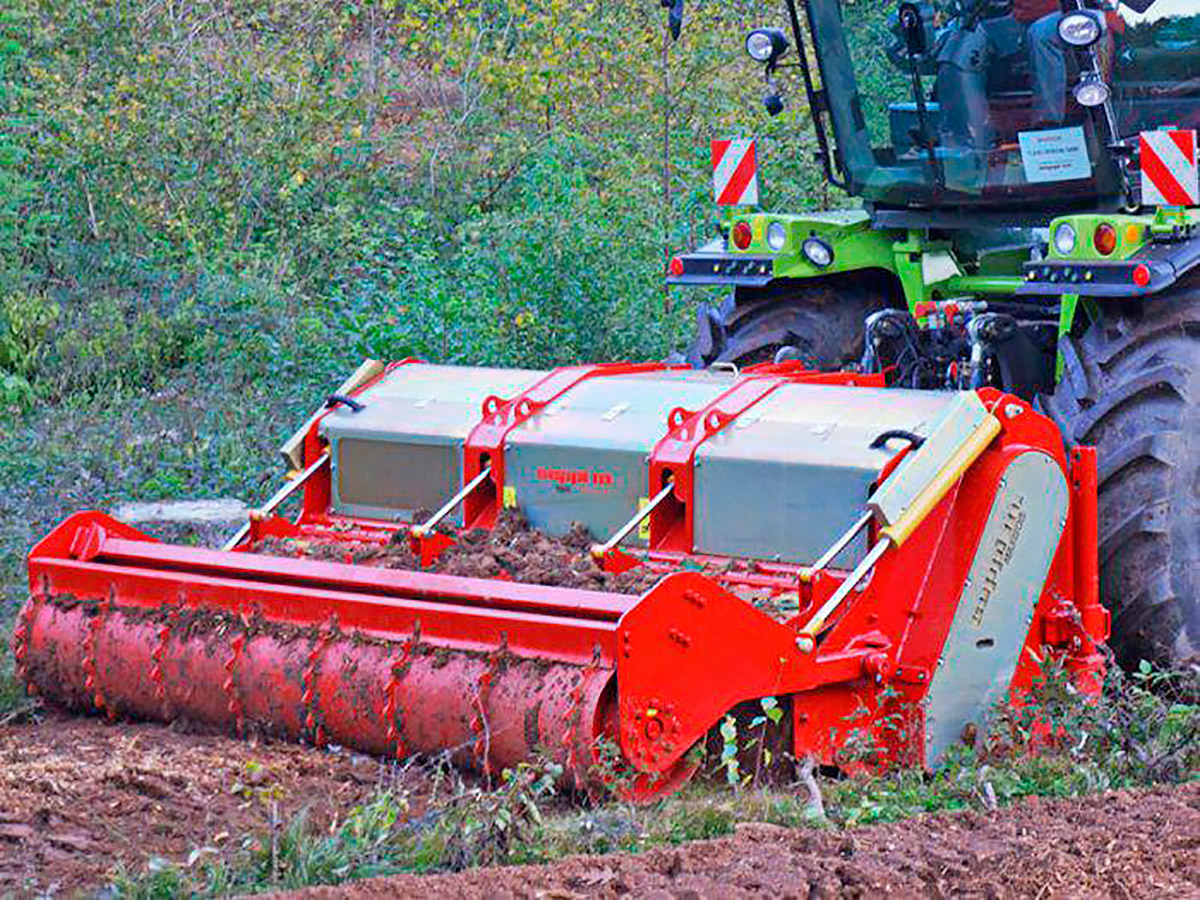
ротоватор-фреза на тракторі

Ротова́тор (ґрунтова фреза) — це обладнання, призначене для дроблення каменів, деревини, пнів і чагарників безпосередньо під рівнем ґрунту землі. Найбільш близьке обладнання-мульчер

## Влаштування

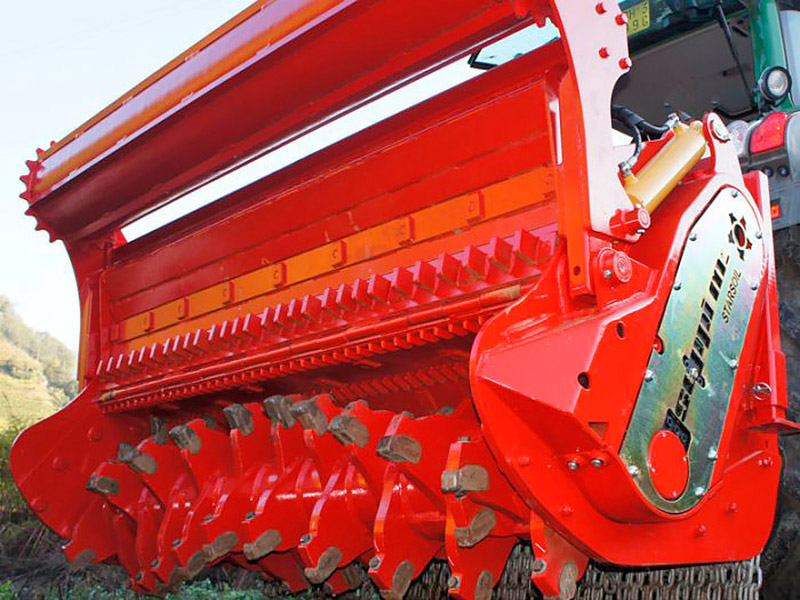
універсальний ротоватор

Ротоватор є навісним обладнанням, який навішується на трактори різної потужності. Робочий пристрій — сталевий (металевий) барабан з встановленими на ньому нерухомими молотками. На барабан ґрунтової фрези неможливо встановити рухливі молотки. Корпус ґрунтової фрези складається з високоміцної сталі і, по суті, являє собою подрібнюючу камеру, в якій перемелюють каміння, пеньки, коріння тощо. На ротоватори також можлива установка відкриваючого капота для того, щоб регулювати пропускну здатність матеріалу, що подрібнюється та важкий коток для вирівнювання обробленого ґрунту.

## Призначення
Основне завдання ґрунтової фрези — розчищення території сільськогосподарських полів від каменів, пнів та невеликих дерев (кущів). Також вони можуть застосовуватися для знищення старих садів, видалення старого асфальту і підготовки майданчика під будівництво різних об'єктів.
Ротоватор працює тільки із заглибленням у ґрунт. Його не варто плутати з мульчером, який може працювати тільки на поверхні землі. Мульчер виконує роботи з подрібнення деревно — чагарникової рослинності, подрібнення порубкових (повалених) дерев і залишків. Ґрунтова фреза — працює при заглибленні в ґрунт на 5–70 см і використовується для подрібнення каменів, пнів, коренів. Вся справа в тому, що для роботи в ґрунті потрібна невелика швидкість удару / різання, в той час як для подрібнення чагарнику і дерев необхідна велика швидкість. Таким чином, виходячи з технічних рішень, закладених в конструкцію ґрунтової фрези не слід його використовувати в якості мульчера.
Ротоватори більш складні по конструкції в порівнянні з мульчерами, оскільки наявність каменів в ґрунті створюють підвищені вимоги до надійності і зносостійкості всіх компонентів машини.

## Принцип роботи

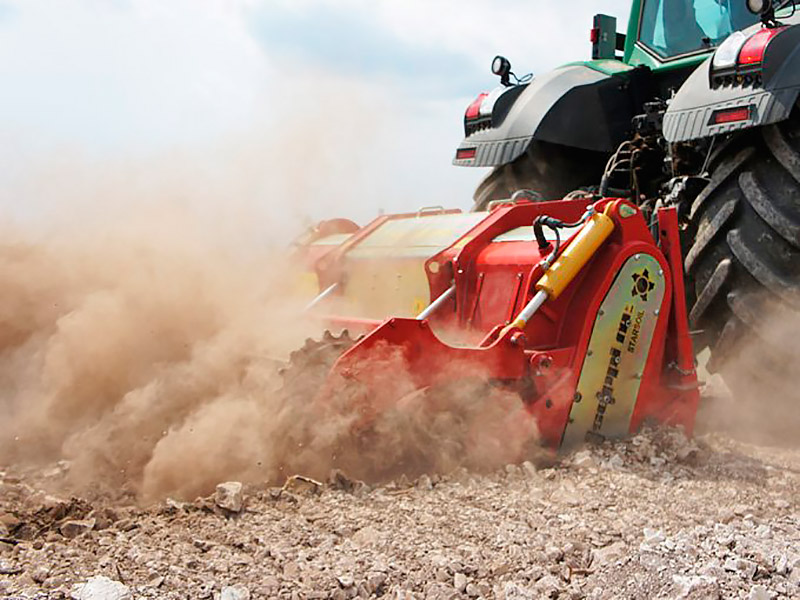
Ротоватор в роботі

Ротоватор навішується на трьохточкову навіску трактора і підключається до ВВП, потужність трактора передається через карданний вал на редуктор, як правило працюють на 540 обертах, або на 1000 обертах на хвилину. Трактор заглиблює ґрунтову фрезу на необхідну глибину в ґрунт і починає рух. Швидкість руху трактора з працюючим ротоватором не повинна перевищувати 0,3 км/год, для цього на трактор встановлюється ходозменшувач або він повинен бути ним оснащений з заводу-виробника. Камені, коріння, що потрапляють під ротор, подрібнюються. Управління ґрунтовою фрезою здійснюється водієм трактора.
Робочим елементом будь-якого ротоватора є барабан. На ньому встановлюються нерухомі різці (молотки). Установка рухомих молотків неможлива на відміну від мульчера, тому що ротоватор призначений для роботи із заглибленням. Різці ґрунтової фрези різних виробників не взаємозамінні, більш того, на ротоваторах одного виробника різних моделей, також не завжди взаємозамінні. При замовленні додаткового комплекту різців необхідно вказувати модель обладнання, виробника і тип інструменту. Важливо звернути увагу на конструкцію ротора — він повинен бути циліндричної форми, без ребер жорсткості і повністю складатися зі сталі без порожнього місця всередині, тому що при роботі це може привести до згинання барабана та виходу з ладу обладнання. Потрібно звертати увагу на кріплення різців та власників. Тримачі повинні бути приварені до ротора, а зуби прикріплені до нього за допомогою гвинтів (болтів). Важливо, щоб не було люфту і різець сидів на тримачі щільно та надійно, щоб кріпильний механізм не піддавався тертю та навантаженню.

## Виробники
Незважаючи на схожість конструкцій ґрунтових фрез, молотки (нерухомі різці) у всіх виробників не взаємопов'язані. Практично у кожного виробника конструкція різців захищена патентом. При придбанні ротоватора варто звертати увагу на наявність і доступність замінного елемента.
Великі виробники ротоваторів пропонують широкий вибір змінних молотків, це залежить від умов і поставлених завдань для робіт. Різці з твердосплавними напайками найпоширеніші.